# 9742 Worpswede
9742 Worpswede eller 1987 WT1 är en asteroid i huvudbältet som upptäcktes den 26 november 1987 av den tyske astronomen Freimut Börngen vid Tautenburg-observatoriet. Den är uppkallad efter den tyska byn Worpswede.
Asteroiden har en diameter på ungefär 15 kilometer.